# Christel Neusüß
Christel Neusüß (* 12. Mai 1937; † 2. April 1988) war eine politische Ökonomin. Sie war ab 1974 Professorin für politische Wirtschaftslehre an der Fachhochschule für Wirtschaft Berlin. 

## Wissenschaftliche Leistungen
Neusüß’ 1970 zusammen mit Rudolf Wolfgang Müller verfasster Aufsatz über Die Sozialstaatsillusion gab den Anstoß für die Staatsableitungsdebatte der 1970er Jahre. Neben der an Karl Marx orientierten Theorie der Staatsableitung befasste sie sich mit der Verelendung in der Dritten Welt und dem Feminismus. 1985 erschien hierzu ihre Studie zu Rosa Luxemburg. Für Neusüß ist der Blick Luxemburgs auf die Gesellschaft der Blick einer Frau. Ungeachtet von Stellen, an denen Luxemburg zur „Männerfraktion“ übergelaufen sei, befindet Neusüß über sie:
„Das, was ihr wichtig ist, ist so geschrieben, als hätte sie die gesamte feministische Literatur über weibliche Produktivität in- und auswendig gelernt und dann den Kapitalismus angegriffen und die Bolschewiki und die Sozialdemokraten verspottet.“

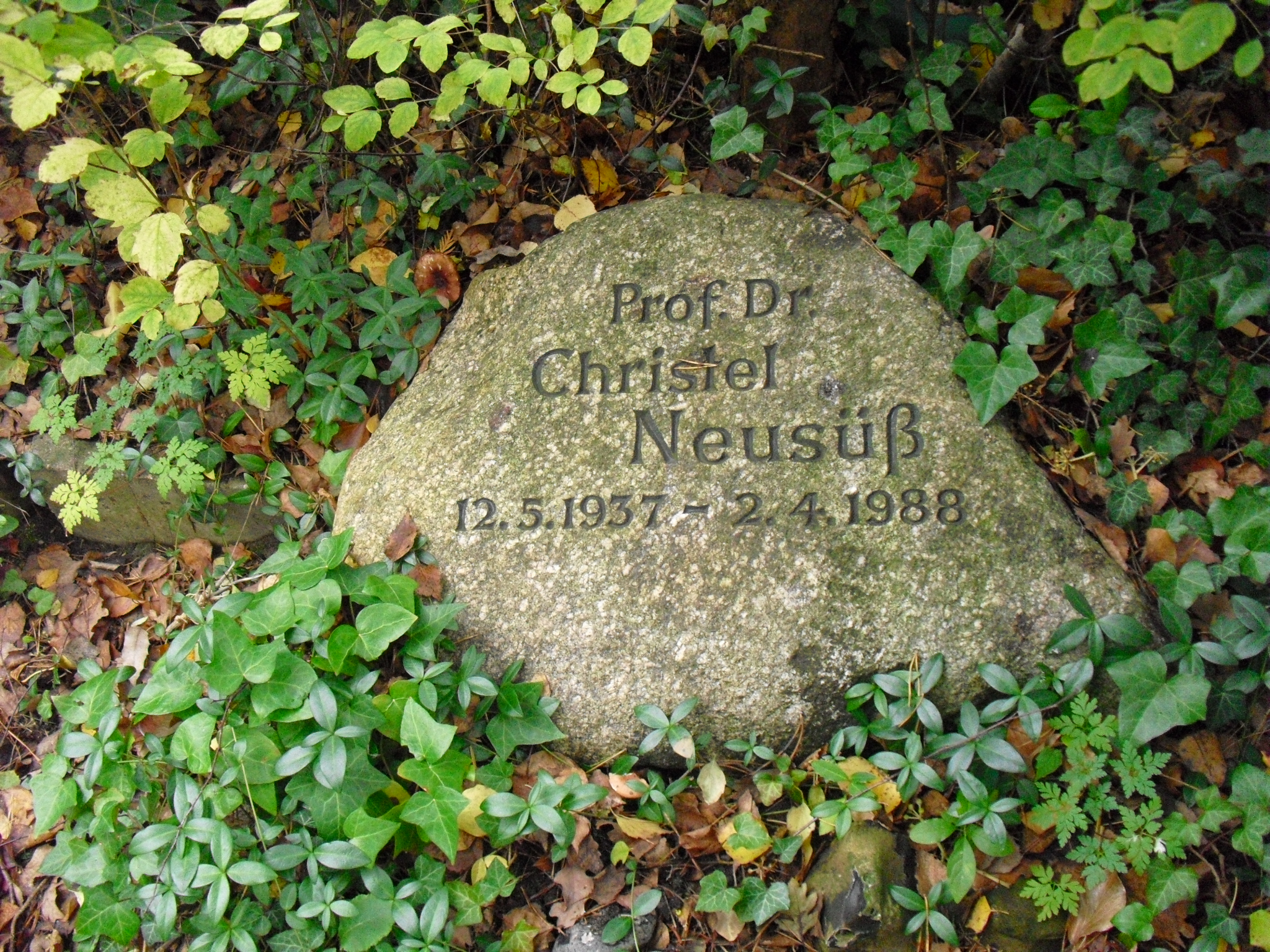
Grab von Christel Neusüß auf dem Friedhof Heerstraße in Berlin-Westend

Christel Neusüß starb Anfang April 1988 im Alter von 50 Jahren an Krebs. Ihr Grab befindet sich auf dem landeseigenen Friedhof Heerstraße in Berlin-Westend.

## Schriften (Auswahl)
- mit Rudolf Wolfgang Müller: Die Sozialstaatsillusion und der Widerspruch von Lohnarbeit und Kapital. In: Sozialistische Politik. Nr. 6/7, Juni 1970, S. 4–67.
- Imperialismus und Weltmarktbewegung des Kapitals (1972), 2. Auflage Verlag Politladen 1975, ISBN 3-920531-31-0
- Die Kopfgeburten der Arbeiterbewegung oder die Genossin Luxemburg bringt alles durcheinander (1985), Montage-Verlag, 1992, ISBN 3-980265-71-4, ISBN 978-3-980265-71-3; Neuauflage Kröner-Verlag, 2013, ISBN 978-3-520-12801-0
  - Rezension von Katharina Schönbucher und Werner Seitz, in: Widerspruch, Zeitschrift zur sozialistischen Politik, Heft 10, Zürich 1985, S. 129–132.
- Mit meinem inzwischen feministisch geschulten Blick ...: Studien und Streitschriften 1972-1987, herausgegeben von Hildegard Heise, Fachhochschule für Wirtschaft, 1990